# حوزه انتخابیه سی‌وسوم کالیفرنیا
حوزه انتخابیه سی‌وسوم کالیفرنیا یک حوزه انتخابیه مجلس نمایندگان آمریکا است که در ایالت کالیفرنیا قرار دارد.